# Mikrodontozaur
"Mikrodontozaur" ("Microdontosaurus dayensis") – nieformalna nazwa zauropoda o niepewnej pozycji filogenetycznej, żyjącego w środkowej jurze na terenach Azji. Jego szczątki znaleziono w Chinach (w Tybecie). Zhao (1983) zaliczył go do grupy Homalosauropodoidea, obejmującej zauropody cechujące się zębami przypominającymi kształtem kołki. Analizy kladystyczne wykazują, że zauropody zaliczane do tej grupy (Mamenchisaurus, zauropody obecnie zaliczane do rodziny Diplodocidae i do kladu Titanosauria) nie są blisko spokrewnione; obecnie grupa Homalosauropodoidea, jako polifiletyczna, generalnie nie jest wyróżniana. W późniejszych publikacjach "Microdontosaurus" bywał zaliczany do rodzin Cetiosauridae, Diplodocidae, Melanorosauridae lub Brachiosauridae. Dinozaur ten nie został jak dotąd formalnie opisany; do czasu opublikowania wymaganego opisu "Microdontosaurus" pozostaje nomen nudum. Nazwę Microdontosaurus otrzymał już w 1902 r. gatunek ichtiozaura, Microdontosaurus petersonii (później uznany za młodszy synonim gatunku Baptanodon discus, który z kolei obecnie bywa uznawany za młodszy synonim Ophthalmosaurus natans); jeśli więc omawiany zauropod zostanie formalnie opisany, konieczne będzie nadanie mu innej nazwy rodzajowej.
Jego nazwa znaczy "jaszczur o małych zębach.